# Pozoa
Pozoa je rod rostlin z čeledi miříkovité. Zahrnuje pouze dva druhy, rostoucí na otevřených stanovištích v jižní části jihoamerických And. Jsou to vytrvalé byliny dosti neobvyklého vzhledu, s přízemní růžicí okrouhlých, řapíkatých listů a dlouze stopkatými okolíky květů, podepřenými miskovitým útvarem. Rostliny žijí v symbiotickém vztahu s mravenci. Jsou to pozoruhodné, avšak velmi málo známé rostliny, které pravděpodobně dosud nejsou pěstovány jako skalničky.

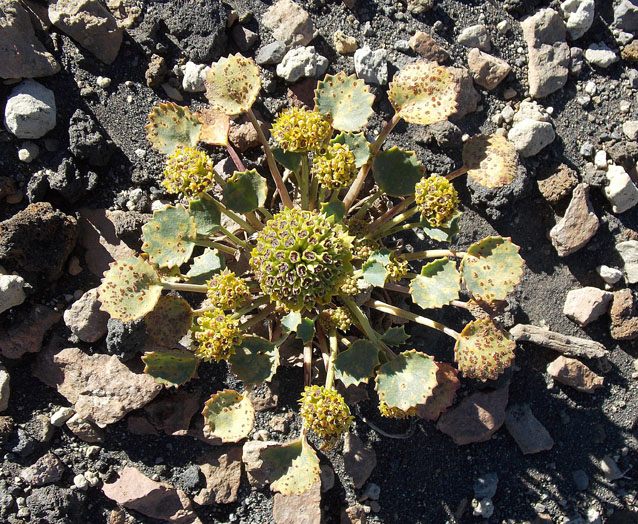
Pozoa volcanica

## Popis
Zástupci rodu Pozoa jsou vytrvalé byliny s přízemní růžicí listů. Oba druhy mají velký podzemní stonek. U druhu Pozoa coriacea bývá větvený ve větší počet tenkých postranních větví zakončených listovými růžicemi, zatímco u Pozoa volcanica je nevětvený. Listy jsou tuhé, dlouze řapíkaté, s okrouhlou, na okraji hrubě zubatou čepelí. Květy jsou drobné, oboupohlavné (někdy promíchané s květy pouze samčími), uspořádané do hustého, dlouze stopkatého okolíku. Okolík je podepřený nápadným, na okraji zubatým miskovitým útvarem vzniklým srůstem mnoha listenů. Kališní lístky jsou volné, vytrvalé. Korunní lístky jsou vejčité. Plodem je tak jako u jiných miříkovitých dvounažka.

## Rozšíření
Rod Pozoa zahrnuje dva druhy a je rozšířen výhradně ve vyšších polohách jihoamerických And v Chile a Argentině. Druh Pozoa coriacea má rozsáhlejší areál v jižní části And a vyskytuje se v Chile i Argentině. Roste na otevřených stanovištích v nadmořských výškách od 1000 do 3700 metrů a osidluje různé druhy půd včetně humózních. Naproti tomu Pozoa volcanica je svým výskytem soustředěna na svahy chilských sopek Llaima a Lonquimay, kde roste v nadmořských výškách od 1800 do 2000 metrů a roste výhradně na vulkanických substrátech.

## Ekologické interakce
Pozoa volcanica žije v symbióze s mravenci, kteří se pod rostlinou ukrývají, konzumují hojný nektar z květů a na oplátku chrání rostlinu před herbivory.

## Taxonomie
Rod Pozoa je v rámci čeledi Apiaceae řazen do podčeledi Azorelloideae. Nejblíže příbuznými rody jsou podle výsledků fylogenetických studií rody Gymnophyton a Asteriscium, rovněž rozšířené v andské oblasti Jižní Ameriky.

## Význam
Ze sbírek českých botanických zahrad není udáván žádný zástupce tohoto rodu.